# يوسف أشامي
يوسف أشامي هو لاعب كرة قدم مغربي من مواليد 31 يوليو 1976، شغل مركز مهاجم بنادي الرجاء البيضاوي الذي شارك معه في بطولة كأس العالم للأندية 2000 حيث تمكن من تسجيل الهدف الأول في المباراة التي جمعت الرجاء بنادي ريال مدريد الإسباني، وانتهت بهزيمة الرجاء ب 3/2.
كما زاول مع نادي إف سي آيندهوفن الهولندي.

## روابط خارجية
- يوسف أشامي على موقع الاتحاد الدولي (مؤرشف)  (الإنجليزية)
- يوسف أشامي على موقع قاعدة بيانات كرة القدم.إي يو (الإنجليزية)